# Eupithecia difficilis
Eupithecia difficilis är en fjärilsart som beskrevs av Karl Dietze 1913. Eupithecia difficilis ingår i släktet Eupithecia och familjen mätare. Inga underarter finns listade i Catalogue of Life.